# Рт страха (филм из 1962)
Рт страха (енгл. Cape Fear), превођено и као Мамац за убицу, амерички је црно-бели психолошки трилер из 1962. године. Филм је режирао Џон Ли Томпсон, а написао Џејмс Р. Веб као адаптацију романа Џона Д. Макдоналда, The Executioners (досл. Џелати; 1957). Радња филма прати адвоката Сема Боудена (Грегори Пек) и његову жену Пеги (Поли Берген) који су прогоњени од стране социопате Макса Кејдија (Роберт Мичам) против којег је Сем сведочио на суду. Поставу филма такође чине и Тели Савалас, Лори Мартин и Мартин Балсам.
Филм је имао премијеру 12. априла 1962. године у Флориди и Калифорнији, а затим се приказивао широм Сједињених Држава од 18. априла 1962. године. Рт страха је био критички успех, али комерцијални неуспех и није био номинован ни за једну већу награду. Неуспех филма је банкротирао Пекову продукцијску кућу Melville Productions (транск. Мелвил продакшнс). Амерички редитељ Мартин Скорсезе је 1991. године режирао римејк филма са Ником Нолтијем и улози Сема и Робертом де Ниром у улози Макса. За разлику од оригинала, овај филм је био критички и комерцијални успех. Роберт Мичам, Грегори Пек и Мартин Балсам се појављују у римејку у камео улогама.
Рт страха се пронашао на две листе Америчког филмског института, 100 најбољих трилера и 100 најбољих хероја и негативаца.

## Радња
Након одслужења осмогодишње затворске казне за покушај силовања, Макс Кејди (Роберт Мичам) одлази у судницу на југоистоку Џорџије у потрази за адвокатом Семом Боуденом (Грегори Пек) који је спречио Кејдијев покушај силовања и сведочио против њега на суду. Кејди ступа у контакт са Боуденом и даје му до знања да га и даље криви за своје заточеништво.
Кејди почиње да прогони Боудена и његову породицу, жену Пеги (Поли Берген) и кћерку Ненси (Лори Мартин), и суптилно прети Боудену насиљем над њима. Кејди убија Боуденовог пса, али не оставља никакве доказе. Боуден ступа у контакт са старим пријатељем, поручником Марком Датоном (Мартин Балсам) ради хапшења Кејдија, али због недостатка доказа Датон нема основа да га ухапси.
Боуден унајмљује приватног детектива Чарлија Сиверса (Тели Савалас) да прати Кејдија. У међувремену Кејди упознаје младу даму Дајен Тејлор (Бери Чејс) у бару и води је кући, где је потом брутално силује. Сиверс и Боуден покушају да убеде Дајен да сведочи против Кејдија, али она одбија. Неколико дана касније, Кејди почиње да прогони Ненси због чега она умало бива ударена колима. Боуден, очајан и без осталих опција, унајмљује тројицу мушкараца да пребију Кејдија и истерају га из града. Боуденов план не успева, Кејди пребија сву тројицу нападача, и ступа у контакт са својим адвокатом који прети Боудену да ће започети процес да се Боудену одузме адвокатска дозвола.
Боуден и његова породица напуштају Џорџију и одлазе на реку Рт страха у Северној Каролини где поседују бродску кућу. Боуден покушава да наведе Кејдија да помисли да су Боуденови отишли у Атланту да би га сачекао и убио, али Кејди проналази где се Боуденови налазе и одлази на Рт страха. Те вечери Боуден, заједно са поручником Кресеком (Пејџ Слетери) спремају заседу за Кејдија, али Кејди успева да изолује Кресека и да га утопи. Кејди затим напада Пеги на броду, а након што она позове Боудена упомоћ, напада Ненси која се налазила на обали.
Боуден напада Кејдија на обали и, након борбе око свог пиштоља, успева да погоди Кејдија. Кејди говори Боудену да га убије, али Боуден одбија, одлучујући да га опет пошаље у затвор да „броји године, месеце, сате”. Следећег јутра, породица Боуден, у пратњи полиције одлази кући.

## Улоге

### Главне улоге
- Грегори Пек — Сем Боуден
- Роберт Мичам — Макс Кејди[12]
- Поли Берген — Пеги Боуден

### Споредне улоге
- Лори Мартин — Ненси Боуден
- Мартин Балсам — Марк Датон
- Тели Савалас — Чарли Сиверс
- Џек Крашен — Дејв Графтон
- Бери Чејс — Дајен Тејлор
- Пол Коми — Гарнер
- Пејџ Слетери — Поручник Кресек
- Вил Врајт — Доктор Персел

### Кастинг
Грегори Пек је предложио режисеру Џону Лију Томсону роман Џелати након њихове сарадње на филму Топови са Наварона, са намером да тумачи главну улогу Сема Боудена. Пек је за улогу Макса разматрао Ернеста Боргнајна, Рода Стајгера и Телија Саваласа. На крају, Пек се одлучио за Роберта Мичама. Пек је о Мичаму рекао: „Оно што је чинило филм застрашујућим је био Боб Мичам. […] Тај кастинг је у основи била моја идеја. Мичам ми је пао на памет јер сам се сетио филма Ноћ ловца. Знао сам да је Боб био способан да то одлично одглуми.” Мичам у почетку није желео да глуми Кејдија, делом зато што је био уморан од глуме и зато што је желео да се врати кући у Мериленд. О томе је касније рекао: „Рт страха је била једна од оних ствари где сам им рекао да би ми било драже кад би унајмили неког другог.” Томпсон и Пек су организовали састанак са Мичамом у којем су дискутовали његову потенцијалну улогу, а касније су му послали букет цвећа и флашу бурбона на кућну адресу да би га убедили да тумачи улогу Кејдија. Мичам је те вечери позвао Пека и рекао му: „Океј. Попио сам твој бурбон и пијан сам. Глумићу у филму.” Мичам је касније изразио апатију према улози, рекавши новинарима: „Ја дођем на посао у девет и одлазим у шест. То је све што ја радим. […] Филм припада осталим момцима и мени није превише стало.”
Улога Пеги Боуден била је прва улога Поли Берген у девет година. Слично, Бери Чејс није глумила у филмовима две године пре кастовања у Рту страха зато што је стављена на црну листу студија 20th Century због одбијања улоге у филму Кан кан.
Лори Мартин није била Томпсонов први избор за улогу Семове ћерке Ненси. За улогу Ненси, Томсон је желео Хејли Милс са којом је сарађивао на филму Тајгер беј, 1954. године. О Мартиновој је Томпсон рекао: „Увек сам био мало разочаран Лори Мартин и перформансом који сам извукао из ње, зато што није била детињаста онолико колико сам ја желео да буде. Она је увек желела да се чини старије […].”

## Настанак

### Адаптирање романа у сценарио
Прича о Сему Боудену и Максу Кејдију започета је 1957. године у роману Џелати америчког писца Џона Д. Макдоналда. Грегори Пек се заинтересовао за роман током снимања филма Топови са Наварона и предложио је режисеру тог филма, Џону Лију Томпсону, да адаптирају роман. Пек је о адаптацији рекао да жели да направи „првокласну професионалну забаву која је одрађена интелигентно”. Амерички сценариста Џејмс Рафин Веб је био задужен за адаптацију романа у сценарио. Сценарио је умногоме веран изворном роману, али мења неколико кључних детаља укључујући и Кејдијеву судбину — у роману он умире, док у филму он одлази у затвор. Џону Д. Макдоналду се допао филм и његове стилске промене у односу на изворни роман, навевши климакс филма и „имплициран ефекат на принципе између супружника” као промене које су му се позитивно истакле.
Пек и Томпсон нису били први који су желели да адаптирају Макдоналдов роман у филм. Амерички продуцент Корнел Вајлд је откупио права на адаптацију од Макдоналда за тридесет хиљада америчких долара 1958. године, али филм никад није снимљен.
Јуниверзал пикчерс је откупио дистрибуцијска права на Рт страха заједно са филмовима Фиона и A Man's Castle (досл. Човеков замак). Сва три пројекта била су финансирана од стране Саја Бартлета, ко-продуцента Рта Страха. Фиона и Човеков замак никад нису снимљени.

### Снимање
Снимање филма је започето другог маја у Савани у Џорџији, а окончано у јулу 1961. године у Калифорнији. Мичам се у почетку противио снимању у Савани. У својој младости, Мичам је ухапшен у Џорџији због бескућништва и стављен у такозвани „chain gang” (досл. ланчана банда) где је са другим затвореницима, везаним у ланце, копао путеве. Мичам је успео да побегне и од тада је избегавао Савану. Када је сазнао где ће се филм снимати, Мичам је рекао: „Ухапсили су ме у том граду, човече. Они можда и даље имају налог за моје хапшење.” Лоши временски услови и генерално незадовољство локацијом преместило је снимање у Калифорнију. Сцене ентеријера су снимане на Јуниверзаловим сетовима док је последњи окршај Кејдија и Боудена на реци сниман у језеру студија и на обали око Вентуре. О сцени окршаја у реци, Реј Госнел, сарадник на филму је рекао: „[Вода] је била ледена. Ми смо ставили те грејаче у воду, али знаш нема начина да загрејеш језеро. И глумци су морали ту да се рву скоро недељу дана, ноћу.”

Климактична сцена у којој Макс Кејди упада у дом Боуденових и напада Пеги је била већим делом импровизована. Томпсон и Мичам су пре снимања сцене смислили да би сцена била напетија када би током сцене Мичам сломио јаје у руци. Мичамово трљање жуманцета по грудима Поли Берген није било у сценарију и њена реакција је била искрена. Током сцене Мичам је посекао руку и, гурајући Бергенову, њена леђа. Бергенова је ту сцену описала:
„Његова рука је била прекривена крвљу, моја леђа су била прекривена крвљу. Режисер се продрао 'Рез!' Ми смо само наставили захваћени сценом, онда је [помоћно особље] дошло и физички нас раздвојило.'”
Мичам се касније извинио Поли за своју агресију током напада, на шта му је она одговорила да јој се то допало.
Током снимања, професионално ривалство се развило између Пека и Мичама, делом због њиховог различитог става према глумачком умећу и филму. Након завршетка филма Мичам је рекао новинарима да је „надглумио” Пека. Пек је о томе у интервјуу касније рекао: „Пружио сам му улогу, и дао сам му сјајну количину новца. Било је очигледно да је он имао бољу улогу. Мислио сам да би он то разумео, али је он наводно сматрао да ме је надглумио. Немам високо мишљење о њему због тога.”

### Премијера и цензура
Филм је имао своју премијеру у савезним државама Флориди и Калифорнији, 12. априла 1962. године. Бери Чејс је била почасна гошћа неколико премијера у Флориди. Шест дана касније филм је имао своју премијеру у Њујорку, након чега је пуштен у биоскопе широм Сједињених Америчких Држава. У Шпанији, филм је имао премијеру на Филмском фестивалу у Сан Себастијану, али није освојио ниједну награду.
Контроверза је настала када је филм требао да буде пуштен у биоскопе широм Уједињеног Краљевства. Цензори Британског одбора филмске квалификације су захтевали да се филм поново уреди да се избаце сцене које су сматране непримереним за британску публику. Филм је већ био уређиван неколико пута због америчких цензора. Реч „силовање” је у потпуности избачена из сценарија, и Кејдијева војна прошлост, која је свеприсутна у роману, је избачена да би се избегло негативно поређење са америчким војницима. Америчка филмска асоцијација је дала филму рејтинг R и навела да је Рт страха: „филм за одрасле са напетошћу и терором” и да би родитељи „требали да воде рачуна да не пусте њихове младе да га гледају.” Британски цензори су желели да дају филму рејтинг Икс (X), у том тренутку ознаку за најзрелији садржај у Великој Британији. Херберт Маршал, водећи цензор је рекао да су ово претежно урадили због „свеприсутне претње сексуалног напада на дете.”
Џон Ли Томпсон се противио жељама цензора и крајем априла 1962. године је отишао у Енглеску да преговара са њима, сматрајући да су они „кастрирали” филм. У новинама, Томпсон је тврдио да су цензори захтевали сто шездесет и један рез, док је Маршал тврдио да је број неопходних резова био много мањи, али да би из филма морало да буде избачено пет минута. Томпсон је о томе рекао за Мајами Хералд: „Збуњен сам. Ако се амерички цензори нису бунили − зашто га Британци посматрају са толико предрасуда?”
Томпсон је попустио пред цензорима када је Грегори Пек пристао да се филм поново уреди, мада је сматрао да је Пек то потенцијално урадио јер је већина избачених сцена била Мичамова. У јуну 1962. године, у интервјуу за Daily Mail (транск. Дејли Мејл) Томпсон је, сматрајући да је цензура већим делом била политички мотивисана, рекао: „Мислим да су цензори полудели. Покушавају од мене да направе жртвено јагње. Лорд Морисон је црња међу цепаницама. Ово од филма прави нонсенс. После сто шездесет и једног реза ни ја не бих знао о чему је радња.” Одбор је одговорио у истим новинама да је било неопходно „чинити велику бригу при раду са бруталношћу, садизмом и силовањем у периоду када су насиље и сексуални злочини на порасту.”
Филм је имао своју премијеру у Уједињеном Краљевству у јануару 1963. године са скраћеним трајањем од деведесет и девет минута.

## Музика
Музику за филм је компоновао амерички композитор Бернард Херман којег је Томпсон унајмио због његових честих сарадњи са режисером Алфредом Хичкоком, чији је визуелни стил утицао на изглед филма. Херман је за потребе филма саставио стандардну групу од четрдесет и шест гудача, и њему је додао четири флаутисте и осам свирача рога. Саундтрек филма не користи удараљке или дрвене дувачке инструменте.
Аутор(и) свих песама: Бернард Херман.
| №  | Назив | Трајање |  |
| 1. | Main Title / The Courtroom / The Car Keys / The House / Bowling Alley / The Barking Dog / The Dog Is Poisoned | 8.20    |  |
| 2. | The Dream / After The Dream / Sam Talks To The Police / An Evening With Max Cady / The Pick-Up / The Girl Is Found / The Girl Refuses To Testify                                                                                  | 7.36    |  |
| 3. | Cady At The Boat Dock / At The School / Cady Stalks The Daughter / Sam Gets A Gun / Sam Returns Home | 5.35    |  |
| 4. | Cady Is Attacked (Deleted From Film ) / Cady Calls Sam (Deleted From Film) | 2.08    |  |
| 5. | Sam Leaves The Case To The Judge / Cape Fear !!! / Farewell / Sounds Of A Boat At Night (Deleted From Film) / Sam Arrives At The Houseboat / The River At Night (Deleted From Film) / Cady Spies On The House / Cady On The River | 12.18   |  |

## Критика и пријем

### Благајна
Рт страха је имао своју премијеру 12. априла 1962. године, након чега је пуштен у дистрибуцију широм Сједињених Америчких Држава шест дана касније, 18. априла 1962. године, а затим и у иностранству до 1963. године. Зарадио је негде између 1,6 и 1,9 милиона америчких долара што није покрило буџет филма од 2,6 милиона америчких долара. Новинари магазина Variety су описали новчани успех филма као „једва океј” јер је филм убрзо пао на благајни — од априла до маја филм је пао са четвртог места на листи најпрофитабилнијих филмова на једанаесто. Овај неуспех је банкротирао Пекову продукцијску кућу Melville Productions (транск. Мелвил Продакшнс) која је пре Рта страха креирала само један филм — Pork Chop Hill. Пек је након неуспеха филма одустао од продуцирања филмова и вратио се глуми, тумачећи улогу Атикуса Финча у филму Убити птицу ругалицу.
Филм је био нешто успешнији у Средњој Европи, у градовима као што су Берлин и Цирих.

### Реакције критичара
Оновремене реакције критичара биле су бојазно оптимистичне; многи критичари су сматрали да је филм изврсно направљен али су се противили начину на који филм приказује насиље.
Босли Кроутер, филмски критичар магазина Њујорк Тајмс рекао је да је филм технички добро одрађен и похвалио је перформанс Роберта Мичама, али је нагласио да је филм „један од оних шокера који изазивају гађење и жаљење” и нагласио је да родитељи не би требали да показују овај филм својој деци. Џорџ Бурк, критичар за Мајами хералд описао је Рт страха као „филм који је несвети терор који додирује нерве и исушује уста.” Лос Анђелес Тајмс је описао Мичамову улогу као „отелотворење зла”. Магазин Film Bulletin дао је Рту страха три звездице на скали од нула до четири и написао да је филм: „првокласна мелодрама која ће публици држати пажњу” и „првокласни напети трилер”.
Највећи страх критичара био је утицај гледања филма на младе. Арт Линклејтер за магазин Variety, написао је: „Скорије, филм зван Рт страха показао је сцену у којој млада девојка бива брутално претучена од стране човека којег је упознала. У нади да ће постићи осећај тензије, филм је постигао осећај хорора. Било која млада особа која би га погледала би сигурно имала ноћне море.”

Други критичари нису имали толико позитивно мишљење о филму. Џон Крозби, филмски сценариста и новинар, посветио је текст у часопису Saturday Evening Post о насиљу у филмовима и о Рту страха је написао:
„[Рт страха је] можда најпрљавији, најзлобнији и најкорумпиранији филм који сам икада гледао. Грегори Пек назове Роберта Мичама 'шокантним дегенериком' додајући да 'му позли од дисања истог ваздуха'. Ова очајно клише реченица дијалога савршено описује филм са прецизном тачношћу. Од њега ти стварно позли.”
Ендру Серис је за магазин Филмска култура написао: „Да Рт страха има икакве врлине, могао би се напасти као фашистички филм, али како ствари стоје, Роберт Мичамов дијаболични секс манијак добија симпатије публике изазивајући наводно просветљену полицију малог града у Џорџији.”
Модерне критике филма Рт страха су универзално позитивне. Филм се појавио на две листе Америчког филмског института — 100 година АФИ-ја... 100 трилера (филм на 61. месту) и 100 година АФИ-ја... 100 хероја и негативаца (Макс Кејди на листи 'зликовци' на 28. месту). Амерички телевизијски канал Браво навео је Кејдијев напад на дом Боуденових као 36. најстрашнији моменат у филмској историји на својој листи сто најстрашнијих. На агрегатним сајтовима Letterboxd, IMDb и Rotten Tomatoes филм има скорове од 3,9 (на скали од 1 до 5), 7,7 (на скали од 1 до 10) и 92 (на скали од 0 до 100).

## Утицај и наслеђе
Епизода The Force of Evil (досл. Сила зла) америчке телевизијске серије Quinn Martin's Tales of the Unexpected (досл. Квин Мартинове Приче о неочекиваном) у потпуности репликује радњу филма, али даје затворенику (у епизоди назван Џејкс) натприродни елемент, описујући га као „живог мртваца” и „неуништивог духа”. Филм се спомиње у епизоди америчке телевизијске серије Људи са Менхента у епизоди New Girl (досл. Нова девојка). У току свађе између карактера Труди и Пита Кембела, Труди говори Питу да "престане да прича како ће пропустити да по трећи пут гледа Рт страха."

### Римејк
Амерички режисер Мартин Скорсезе је римејковао Рт страха 1991. године са Ником Нолтијем у улози Сема Боудена и Робертом де Ниром у улози Макса Кејдија. Идеја за римејк овог филма је започела са сценаристом Веслијем Стриком који је написао сценарио и понудио га Стивену Спилбергу. Спилберг је дискутовао режирање овог филма са Мартином Скорсезеом који се у то време двоумио да ли да започне рад на филму базираном на књизи Шиндлеров ковчег. Двојица режисера су се трампила и Мартин Скорсезе је постао везан за римејк Рта страха. Скорсезе је најавио рад на филму у интервјуу са Антонијем Декертисом за South Atlantic Quarterly (транск. Саут Атлантик Квортерли) у новембру 1990. године.
Поред Ника Нолтија и Роберта де Нира у главним улогама, поставу још чине Џесика Ланг у улози Семове жене Ли, Џулијет Луис у улози Семове ћерке Дени и Џо Дон Бејкер у улози Клода Керсека, композитног карактера који је спој поручника Керсека и Чарлија Сиверса. Грегори Пек, Роберт Мичам и Мартин Балсам се појављују у филму у камео улогама.
Римејк се значајно разликује од оригинала, укључујући и Кејдијеву судбину на крају филма. За разлику од оригиналног филма и сличније роману, Кејди умире на крају римејка утопивши се током борбе са Боуденом.
Рт страха је био критички и комерцијални успех и номинован је за неколико додела награда укључујући Оскара и Златни глобус. Упркос успеху, Мартин Скорсезе је био незадовољан радом на филму, рекавши у интервјуу: „Не желим више да правим филмове као што је Рт страха који се држе конвенционалних радњи. Постаје ми досадно, не волим да радим за неког другог. Радити туђ филм је тежак посао. Али на крају Рт страха је зарадио највише пара, па ми је омогућио Доба невиности, омогућио ми је [Казино], учинио је много доброг.”
Када је упитан од стране Роџера Иберта шта мисли о римејку у односу на оригинални филм, Роберт Мичам је одговорио да није погледао ни један ни други.